# Fred Erich Uetrecht
Fred Erich Uetrecht (* 11. März 1909 in Leipzig; † 26. Dezember 1980 in Feldafing; Pseudonym Gerd Wings) war ein deutscher Filmjournalist.

## Werdegang
Uetrecht begann seine journalistische Laufbahn beim Terra-Verlag in Berlin. Von 1933 bis 1942 war er Redakteur bei der Berliner Illustrierten. 1942 wurde er Chefredakteur von Unser Heer und war als Kriegsberichterstatter an der Front.
Nach Kriegsende war er als freier Journalist und Schriftsteller tätig. Von 1950 an war er Zentralpressechef der Gloria-Film.

## Schriften
- Jugend im Sturm, 1936.